# 柳博米里夫卡 (維利尼揚斯克區)
47°59′48″N 35°34′58″E / 47.99667°N 35.58278°E
柳博米里夫卡（烏克蘭語：Любомирівка）是位於烏克蘭東南部的村莊，由扎波羅熱州扎波羅熱区的巴甫利夫斯凱市鎮負責管轄。該村始建於1770年，面積0.14平方公里，2001年人口191，人口密度每平方公里1,335.7人。